# وقائع الحرب الأهلية في سوريا 2016

خريطة عامة للحرب الأهلية في سوريا (حتى: 21. مايو 2020)

ملخص لأهم الاحداث في الحرب الأهلية السورية لعام 2016 سجل الحرب الأهلية السورية لعام 2016.

## يناير
صرح مقاتلون كرد ومقاتلون آخرون مدعومون من الولايات المتحدة الأمريكية المعروفون بقوات سوريا الديمقراطية إنهم نفذوا هجوماً واسعاً في الأول من أبريل / نيسان. لاستعادة السيطرة على قرية تعناب الواقعة بالقرب من أعزاز القرية التي استولى عليها المقاتلون الإسلاميون المتشددون في يناير / كانون الثاني. اسفر الاشتباك عن قتال عنيف مع جبهة النصرة وأحرار الشام .